# UbiArt Framework
O UbiArt Framework é um motor de jogo eletrônico 2,5D desenvolvido pela Ubisoft Montpellier. Sua função é organizar gráficos vetoriais animados em 2D  em um jogo jogável sem codificação extensa.

## História
Em 2010, a Ubisoft anunciou o Rayman Origins, o primeiro jogo episódico projetado por Michel Ancel e desenvolvido por uma pequena equipe de cinco pessoas, mas foi anunciado que se transformou em um jogo completo. O título usa o UbiArt Framework desenvolvido pela Ubisoft Montpellier e Ancel.  UbiArt é uma plataforma de desenvolvimento que permite a artistas e animadores criar facilmente conteúdo e utilizá-lo em um ambiente interativo. O mecanismo é otimizado para resoluções HD e é capaz de rodar jogos a 60 quadros por segundo em resoluções superiores a 1080p.
Ancel expressou seu desejo de que a estrutura esteja disponível para qualquer pessoa desenvolver jogos com. No entanto, nenhuma opção de lançamento público ou licenciamento foi disponibilizada.
Em 9 de abril de 2019, em entrevista ao IGN, Yves explicou porque é que o motor não estava a ser utilizado como inicialmente planeado e explica que as “ferramentas eram difíceis de utilizar”. O plano era distribuir o motor para outros estúdios com Guillemot dizendo "em um ponto queríamos dá-los a todos [na Ubisoft]." No entanto, eles decidiram não fazê-lo, pois queriam “passar muito tempo com muitas pessoas para realmente ajudar as pessoas a usá-lo”. Mas o motor não está abandonado como explicou Guillemot “Ainda está lá, e você verá outras coisas usando-o, mas não é tão predominante como costumava ser”, o que significa que o motor não foi esquecido.

## Jogo desenvolvido com UbiArt Framework
| Ano  | Título                                         | Plataforma(s) | Plataforma(s) | Plataforma(s) | Plataforma(s) | Plataforma(s) | Plataforma(s) | Plataforma(s) | Plataforma(s) | Plataforma(s) | Plataforma(s) | Plataforma(s) | Plataforma(s) | Plataforma(s) | Plataforma(s) | Plataforma(s) | Plataforma(s) |
| Ano  | Título                                         | PS3           | PSVita        | PS4           | PS5           | Wii           | 3DS           | Wii U         | NS            | Win           | X360          | XONE          | XSX/S         | IOS           | Android       | OS X          | Stadia        |
| ---- | ---------------------------------------------- | ------------- | ------------- | ------------- | ------------- | ------------- | ------------- | ------------- | ------------- | ------------- | ------------- | ------------- | ------------- | ------------- | ------------- | ------------- | ------------- |
| 2011 | Rayman Origins                                 | Sim           | Não           | Não           | Não           | Sim           | Sim           | Não           | Não           | Sim           | Sim           | Não           | Não           | Não           | Não           | Sim           | Não           |
| 2012 | Rayman Jungle Run                              | Não           | Não           | Não           | Não           | Não           | Não           | Não           | Não           | Sim           | Não           | Não           | Não           | Sim           | Sim           | Não           | Não           |
| 2013 | Rayman Legends Challenge App                   | Não           | Não           | Não           | Não           | Não           | Não           | Sim           | Não           | Não           | Não           | Não           | Não           | Não           | Não           | Não           | Não           |
| 2013 | Rayman Legends                                 | Sim           | Sim           | Sim           | Não           | Não           | Não           | Sim           | Sim           | Sim           | Sim           | Sim           | Não           | Não           | Não           | Não           | Sim           |
| 2013 | Rayman Fiesta Run                              | Não           | Não           | Não           | Não           | Não           | Não           | Não           | Não           | Sim           | Não           | Não           | Não           | Sim           | Sim           | Não           | Não           |
| 2013 | Just Dance 2014                                | Sim           | Não           | Sim           | Não           | Sim           | Não           | Sim           | Não           | Não           | Sim           | Sim           | Não           | Não           | Não           | Não           | Não           |
| 2014 | Child of Light                                 | Sim           | Sim           | Sim           | Não           | Não           | Não           | Sim           | Sim           | Sim           | Sim           | Sim           | Não           | Não           | Não           | Não           | Sim           |
| 2014 | Valiant Hearts: The Great War                  | Sim           | Não           | Sim           | Não           | Não           | Não           | Não           | Sim           | Sim           | Sim           | Sim           | Não           | Sim           | Sim           | Não           | Não           |
| 2014 | Just Dance Wii U                               | Não           | Não           | Não           | Não           | Não           | Não           | Sim           | Não           | Não           | Não           | Não           | Não           | Não           | Não           | Não           | Não           |
| 2014 | Just Dance 2015                                | Sim           | Não           | Sim           | Não           | Sim           | Não           | Sim           | Não           | Não           | Sim           | Sim           | Não           | Não           | Não           | Não           | Não           |
| 2015 | Gravity Falls: Legend of the Gnome Gemulets    | Não           | Não           | Não           | Não           | Não           | Sim           | Não           | Não           | Não           | Não           | Não           | Não           | Não           | Não           | Não           | Não           |
| 2015 | Rayman Adventures                              | Não           | Não           | Não           | Não           | Não           | Não           | Não           | Não           | Não           | Não           | Não           | Não           | Sim           | Sim           | Não           | Não           |
| 2015 | Just Dance 2016                                | Sim           | Não           | Sim           | Não           | Sim           | Não           | Sim           | Não           | Não           | Sim           | Sim           | Não           | Não           | Não           | Não           | Não           |
| 2015 | Yo-kai Watch Dance: Just Dance Special Version | Não           | Não           | Não           | Não           | Não           | Não           | Sim           | Não           | Não           | Não           | Não           | Não           | Não           | Não           | Não           | Não           |
| 2016 | Just Dance 2017                                | Sim           | Não           | Sim           | Não           | Sim           | Não           | Sim           | Sim           | Sim           | Sim           | Sim           | Não           | Não           | Não           | Não           | Não           |
| 2017 | Just Dance 2018                                | Sim           | Não           | Sim           | Não           | Sim           | Não           | Sim           | Sim           | Não           | Sim           | Sim           | Não           | Não           | Não           | Não           | Não           |
| 2018 | Just Dance 2019                                | Não           | Não           | Sim           | Não           | Sim           | Não           | Sim           | Sim           | Não           | Sim           | Sim           | Não           | Não           | Não           | Não           | Não           |
| 2019 | Rayman Mini                                    | Não           | Não           | Não           | Não           | Não           | Não           | Não           | Não           | Não           | Não           | Não           | Não           | Sim           | Não           | Sim           | Não           |
| 2019 | Just Dance 2020                                | Não           | Não           | Sim           | Não           | Sim           | Não           | Não           | Sim           | Não           | Não           | Sim           | Não           | Não           | Não           | Não           | Sim           |
| 2020 | Just Dance 2021                                | Não           | Não           | Sim           | Sim           | Não           | Não           | Não           | Sim           | Não           | Não           | Sim           | Sim           | Não           | Não           | Não           | Sim           |
| 2021 | Just Dance 2022                                | Não           | Não           | Sim           | Sim           | Não           | Não           | Não           | Sim           | Não           | Não           | Sim           | Sim           | Não           | Não           | Não           | Sim           |